# Bent Hansen (economista)
Bent Hansen (Ildved, 1º agosto 1920 – Alessandria d'Egitto, 15 aprile 2002) è stato un economista danese.
Consulente dell'OECD dal 1965 al 1967 e docente all'università della California dal 1967 al 1987,fu uno dei più grandi studiosi di economia monetaria e inflazione repressa del XX secolo.
Tra le sue opere Uno studio sulla teoria dell'inflazione (1951), Letture di teoria economica (1967) e Egitto e Turchia (1991).